# Debbie Lee Carrington
Deborah „Debbie” Lee Carrington (San José, Kalifornia, 1959. december 14. – 2018. március 23.) amerikai „mélynövésű” (1,17 méter) színésznő, kaszkadőr. Apja biztosítási menedzserként, anyja iskolai tanárként dolgozott. Számos filmben szerepelt, mint kaszkadőr és színművész.

## Válogatott filmográfia
| Év        | Cím                                     | Szerep              | Megjegyzés                                              |
| --------- | --------------------------------------- | ------------------- | ------------------------------------------------------- |
| 1981      | A szivárvány alatt                      | Hotel Rainbow Guest | Debbie Carrington-ként                                  |
| 1983      | Csillagok háborúja VI: A jedi visszatér | Ewok                | Debbie Carrington-ként                                  |
| 1984      | Star Wars: Ewoks - A Bátrak Karavánja   | Weechee             | Debbie Carrington-ként                                  |
| 1984      | Earthlings                              | Zet                 | TV-film                                                 |
| 1985      | What's Happening Now!!                  | Munchkin            | A "The Improbable Dream" című részben                   |
| 1985      | Harc az Endor bolygón                   | Weechee             | TV-film                                                 |
| 1985      | Amazing Stories                         | Idegen              | "Fine Tuning" című részben                              |
| 1986      | Howard, a kacsa                         | Kacsa               |                                                         |
| 1986      | Támadók a Marsról                       | Drone               | Debbie Carrington-ként                                  |
| 1987      | Óriásláb és Hendersonék                 | Kicsi óriásláb      |                                                         |
| 1987      | The Garbage Pail Kids Movie             | Valerie Vomit       |                                                         |
| 1989      | Monsters                                | Troll               | "Fools' Gold" című részben                              |
| 1990      | Hiúságok máglyája                       | síró lány           |                                                         |
| 1990      | WIOU                                    | Carla Sapper        | "Do the Wrong Thing" című részben                       |
| 1990      | Egy rém rendes család                   | Alien               | "Married... with Aliens" című részben                   |
| 1990      | Club Fed                                | Betty               |                                                         |
| 1990      | Total Recall – Az emlékmás              | Thumbelina          |                                                         |
| 1990      | Spaced Invaders                         | Dr. Ziplock         |                                                         |
| 1991      | The New Adam-12                         | Cindy               | "Trick or Trick" című részben                           |
| 1992      | Idióták bolygója                        | Bwaaa (Fishface)    |                                                         |
| 1992      | Batman visszatér                        | Császár pingvin     |                                                         |
| 1991–1992 | In Living Color                         | Tiny Avenger        | 3 részben                                               |
| 1994      | Seinfeld                                | Tammy               | "The Stand-In" című részben                             |
| 1994      | Baywatch                                | Debbie              | "Silent Night, Baywatch Night: Part 1 & 2" című részben |
| 1997      | Men in Black – Sötét zsaruk             | Alien Father        |                                                         |
| 1997      | Titanic                                 |                     | Kaszkadőr                                               |
| 1998      | Tracey Takes On...                      | Raquel Gibson       | "Loss" című részben                                     |
| 1998      | Chucky menyasszonya                     | Tiffany             | Jennifer Tilly dublőre                                  |
| 1999      | A csaj nem jár egyedül                  | Felicity            |                                                         |
| 1999–2000 | The Drew Carey Show                     | Doreen              | 4 részben                                               |
| 2000      | Buffy, a vámpírok réme                  | Creature            | "Listening to Fear" című részben                        |
| 2000      | The Christmas Secret                    | Gorah               | TV-film                                                 |
| 2001      | The Lone Gunman                         | Sadie               | "Madam, I'm Adam" című részben                          |
| 2002      | Vészhelyzet                             | Ginger Jones        | "A Simple Twist of Fate" című részben                   |
| 2002      | A körzet                                | Alice               | "Small Packages" című részben                           |
| 2003      | Kisördögök                              | Kitty Katz          |                                                         |
| 2003      | Horrorra akadva 3.                      | Mini Tabitha        |                                                         |
| 2004      | Polar Expressz                          | Elf                 |                                                         |
| 2004      | Jogi játszmák                           | Patty               | "Loose Lips" című részben                               |
| 2004      | Huff                                    | Marla               | "Flashpants" című részben                               |
| 2006      | Dexter                                  | Patty               | "Truth Be Told" című részben                            |
| 2006      | Kés/Alatt                               | Merrily             | "Reefer" című részben                                   |
| 2008      | A férfi fán terem                       | Karen               | "Read Between the Minds" című részben                   |
| 2008      | Esti mesék                              | Booing Goblin       |                                                         |
| 2009      | Dr. Csont                               | Gidget Jones        | "The Dwarf in the Dirt" című részben                    |
| 2011      | Jessie                                  | Jingles             | "Christmas Story" című részben                          |
| 2011      | A park királyai                         | Squonk Queen        | "Dinner for Squonks" című részben                       |
| 2012      | Egy rém fura család                     | Little Person Mom   | "Pilot" című részben                                    |
| 2018      | Escape from Paradise                    | Doctor Ellen Tracy  |                                                         |

## Fordítás
- Ez a szócikk részben vagy egészben  a   Debbie Lee Carrington című angol Wikipédia-szócikk fordításán alapul.  Az eredeti cikk szerkesztőit annak laptörténete sorolja fel. Ez a jelzés csupán a megfogalmazás eredetét és a szerzői jogokat jelzi, nem szolgál a cikkben szereplő információk forrásmegjelöléseként.